# Struthanthus tenuifolius
Struthanthus tenuifolius är en tvåhjärtbladig växtart som beskrevs av Standley & Steyerm.. Struthanthus tenuifolius ingår i släktet Struthanthus och familjen Loranthaceae. Inga underarter finns listade i Catalogue of Life.